# Xã Pulaski, Quận Beaver, Pennsylvania
Xã Pulaski (tiếng Anh: Pulaski Township) là một xã thuộc quận Beaver, tiểu bang Pennsylvania, Hoa Kỳ. Năm 2010, dân số của xã này là 1.500 người.